# Almaraz de Duero
Almaraz de Duero là một đô thị trong tỉnh Zamora, Castile và León, Tây Ban Nha. Theo điều tra dân số 2007 (INE), đô thị này có dân số là 435 người.